# Ла-Вега (провінція)
Ла-Вега (ісп. La Vega) — провінція Домініканської Республіки. До 1992 року включала до свого складу територію сучасної провінції Монсеньйор-Новель.

## Адміністративний поділ
Провінція поділяється на чотири муніципалітети (municipio), а ті, у свою чергу — на сім муніципальних районів (distrito municipal — D.M.)
- Консепсьйон-де-ла-Вега
  - Ріо-Верде-Арріба (D.M.)
  - Ель-Ранчіто (D.M.)
- Констанса
  - Ла-Сабіна (D.M.)
  - Тірео (D.M.)
- Харабакоа
  - Буена-Віста (D.M.)
  - Манабао (D.M.)
- Хіма-Абахо
  - Рінкон (D.M.)

Станом на 2012 рік число населення за муніципалітетами становило
| № | Назва                  | Загальне число | Міське населення | Сільське населення |
| - | ---------------------- | -------------- | ---------------- | ------------------ |
| 1 | Консепсьйон-де-ла-Вега | 235 698        | 101 585          | 134 113            |
| 2 | Констанса              | 85 240         | 40 019           | 45 221             |
| 3 | Харабакоа              | 69 855         | 32 585           | 37 270             |
| 4 | Хіма-Абахо             | 29 685         | 27 796           | 1889               |
|   | Разом                  | 420 478        | 201 985          | 218 493            |